# Синяя настоящая котинга
Синяя настоящая котинга (лат. Cotinga amabilis) — вид воробьиных птиц из семейства Котинговые.
Вид распространён в Северной и Центральной Америке. Птица встречается в южных районах Мексики, Гватемалы, Белиза, Гондураса, Никарагуа, Коста-Рики и, возможно, в Западной Панаме.
Длина тела составляет около 19 см, масса тела колеблется от 65 до 75 г. У птиц небольшая, округлая голова, пухлое тело и короткий хвост. Самец ярко-бирюзового цвета, внешне напоминает пурпурногорлую настоящую котингу, от которой отличается отсутствием окологлазного чёрного кольца и наличием гораздо большего участка фиолетового цвета на груди. Самка серовато-коричневая с бледным низом.  
Естественной средой обитания вида являются тропические влажные равнинные и сильно деградировавшие леса. Птицы питаются плодами и насекомыми в верхнем ярусе леса.
Биология размножения не изучена.